# HMS Defiance (1783)
HMS Defiance (1783) — 74-пушечный линейный корабль 3 ранга Королевского флота, десятый корабль, названный Defiance.
Заказан 4 июля 1780 года. Заложен в апреле 1782 года. Спущен на воду 10 декабря 1783 года на частной верфи Randall & Brent в Ротерхайт. Достраивался до 4 марта 1784 года на королевской верфи Дептфорд, затем по июнь того же года на королевской верфи Вулвич. Принадлежал к «обычным» 74-пушечным.

## Служба
Первые десять лет был в отстое. Вступил в строй в 1794 году, капитан Джордж Кеппель (англ. George Keppel). С ноября 1793 по апрель 1795 года — средний ремонт в Чатеме.
Участвовал во Французских революционных войнах.
1795 — июнь, капитан сэр Джррдж Хоум (англ. George Home).
1796 — капитан Теофилиус Джонс (англ. Theophilius Jones), Флот Канала.
1797 — мятеж в Спитхеде; возможно также участвовал в мятеже 1798 года.
1798 — капитан Джонс сдал командование; сентябрь-декабрь, малый ремонт в Портсмуте.
1799 — февраль, капитан Томас Шиверс (англ. Thomas Shivers), с эскадрой контр-адмирала Джеймса Уитшеда, Средиземное море; 6 мая начал преследование французской эскадры де Брюи (фр. de Bruix).
1800 — декабрь, капитан Ричард Реталик (англ. Richard Retalick), флагман контр-адмирала сэра Томаса Грейвза.
3 августа пришел приказ Адмиралтейства трем линейным кораблям и фрегату немедленно следовать в Даунс. Адмирал Пэйсли приказал выходить HMS Resolution, HMS Pompee, Defiance и Bourdelais. В октябре Defiance с летучей эскадрой был у Черных скал.
В воскресенье 29 декабря Automatia (32) вышла из Плимута в Калькутту за рисом. На следующий день у мыса Лизард ей снесло шквалом все мачты; Defiance отбуксировал её в Фалмут.
1801 — 24 апреля был при Копенгагене.
В апреле был в эскадре Нельсона, атаковавшей датскую линию при Копенгагене. Если бы HMS Bellona и HMS Russell не сели на мель, а HMS Agamemnon не был вынужден встать на якорь, батареи Коронного острова можно было бы подавить, и HMS Monarch и Defiance не понесли бы таких потерь. Потери последнего: убиты лейтенант Джордж Грей (англ. George Gray), лоцман Кобб (англ. Cobb), 17 матросов, трое морских пехотинцев и двое солдат; ранены боцман Паттерсон (англ. Patterson), мичман Галлоуэй (англ. Gallaway), капитанский клерк мистер Ниблет (англ. Niblet), лоцман Стивенсон (англ. Stephenson), 35 матросов, 5 морских пехотинцев и 7 солдат.
Для противодействия вторжению, подготовка к которому началась на французском берегу, Defiance и ещё пять 74-пушечных в июне были отозваны с Балтики и присоединились к Флоту Канала у Бреста.
Октябрь, корабль выведен в резерв и рассчитан.
Участвовал в Наполеоновских войнах.
1803 — возвращен в строй в июне, капитан Филип Дерхам (англ. Philip Durham); назначен во Флот Канала.
1804 — июль-август, оснащение в Портсмуте.
1805 — 22 июля был в бою Кальдера у мыса Финистерре, потерял 1 человека убитым, 7 ранеными;
Defiance был с вице-адмиралом сэром Робертом Кальдером, когда тот атаковал соединенную франко-испанскую эскадру при Финистерре. Бой продолжался свыше четырёх часов, и в таком густом тумане, что едва можно было различить следующий корабль впереди или за кормой. Два испанских корабля, San Rafael (84), и Firme (74) были захвачены и взяты в британскую службу.
23 сентября Defiance присоединился к флоту лорда Нельсона.
21 октября был в подветренной колонне Коллингвуда при Трафальгаре, потери 17 убитых, 53 раненых.
Defiance, HMS Revenge и HMS Prince совместно атаковали Principe de Asturias, после чего Defiance сцепился с покалеченным Aigle. Абордажная партия во главе с лейтенантом Саймонсом (англ. Thomas Simons) взошла на него, захватила ют и шканцы и подняла британский флаг, но вскоре была отогнана обратно на свой корабль мушкетным огнём с бака, спардека и марсов, причем лейтенант Саймонс был смертельно ранен. Defiance обрубил абордажные концы и отошел. Только после 20-минутного обстрела Aigle сдался, и шлюпка с Defiance формально им овладела.
После боя, в ночь на 25 октября, во время шторма Aigle отнесло в Кадисскую бухту, и он разбился на баре у Порто-Санта-Мария.
Декабрь, ремонт в Портсмуте по апрель 1806 года.
1806 — введен в строй в марте, капитан Генри Хотэм (англ. Henry Hotham).
1809 — с эскадрой контр-адмирала Стопфорда был при Рошфоре; 24 февраля участвовал в уничтожении французских фрегатов Cybele, Calypso и L’Italienne при Сабль-д’Олон.
23 февраля был с эскадрой контр-адмирала Стопфорда, с которой загнал в Ле-Сабль-д’Олон три французских фрегата, и те ушли под прикрытие береговых батарей. Defiance, имея небольшую осадку, сумел встать на якорь в полумиле от них, ближе чем HMS Caesar или HMS Donegal. Раньше чем отлив вынудил его отойти, он своим огнём заставил два фрегата из трех обрубить якорные и выброситься на берег. Defiance получил повреждения мачт и потерял 2 человек убитыми и 25 ранеными.
В начале года действовал на Баскском рейде;
Летом действовал у северного побережья Испании. После того, как маршал Ней потерпел поражение от испанцев у моста Пайо, французы 13 июня отошли к Ла-Корунье и немедленно приступили к эвакуации Коруньи и Ферроля.
26 июня капитан Хотэм послал в Ферроль HMS Amazon, и её капитан Паркер обнаружил, что замок все ещё в руках неприятеля, и угрожает огнём любому британскому кораблю. Поэтому Defiance присоединился к Amazon, и с обоих были высажены десантные партии моряков и морской пехоты. Они без сопротивления вошли в замок и именем короля Фердинанда арестовали губернатора, который был доставлен на борт Defiance. 28 июня корабль вошел в Корунью, и обнаружил что город уже присягнул Фердинанду. Через два дня туда пришел генерал Гаррера (исп. Garrera) с 11 000 испанских войск.
Накануне Нового года в Плимут прибыл гулльский китобой Ellison, уведенный из-под пушек Пале́ (остров Бель-Иль) в результате набега шлюпок с Defiance. 23 декабря он был захвачен французским корсаром Gascoine на переходе в Квебек, примерно в 200 милях к SW от Кейп-Клир.
По другим данным, Defiance с марта исправлял повреждения в Плимуте по апрель 1810 года.
1810 — 1 июня шлюпки Defiance под командованием лейтенантов Стайла (англ. William Style) и Хатчинсона (англ. George Hutchinson), после 6-часового преследования на веслах, захватили и увели из-под пушек о. Бель-Иль и нескольких вооруженных транспортов три французских судна, груженых вином и канифолью, назначением в Лорьян.
август, капитана Хотэма сменил капитан Ричард Рэггет (англ. Richard Raggett); командовал до 1813 года.
1811 — флагман контр-адмирала Джона Ферьера, Северное море; был в Шельде у Флиссингена.
1812 — у Текселя. 1 апреля гренландское рыболовное судно (капитан и владелец Уильям Скорсби, англ. William Scoresby), находясь между Оркнейскими и Шетландскими островами, обнаружило по корме быстро приближавшийся крупный корабль. Обеспокоенный капитан вызвал всю команду наверх, но с облегчением узнал, что это был Defiance, на переходе из Лейта в Гринок. Тот запросил, идет ли Скорсби проливом Пентленд-Ферт. По словам капитана, «видимо, был незнаком с тамошними условиями плавания».
1813 — флагман контр-адмирала Джорджа Хоупа, Балтика; ноябрь-декабрь, временно превращен в плавучую тюрьму в Чатеме.
1814−1815 — в резерве в Чатеме.
Разобран там же, в мае 1817 года.